# (You Drive Me) Crazy
"(You Drive Me) Crazy" é uma canção gravada pela artista estadunidense Britney Spears. A canção foi escrita e produzida por Max Martin, Jörgen Elofsson, Per Magnusson e David Kreuger para o álbum de estreia de Spears ...Baby One More Time, de 1999. Foi lançada em 23 de agosto de 1999 pela Jive Records, como o terceiro single do álbum. É uma canção teen pop que fala de uma mulher que é louca por seu interesse amoroso, alegando que seu "amor continua até o fim da noite".
A versão do single se difere da versão original do álbum ...Baby One More Time, que foi gravado um ano antes, em março de 1998 na Suécia. Em 12 de maio de 1999, Martin e Spears foram para a Battery Studios em Nova Iorque e re-gravaram os vocais da versão original da canção para a versão remixada, chamada "The Stop! Remix". O remix foi incluído pela primeira vez na trilha sonora do filme Drive Me Crazy, e mais tarde incluída em seu primeiro álbum de compilação, Greatest Hits: My Prerogative. A canção obteve um sucesso comercial, atingindo o top dez em diversos países. E também deu à Spears, seu segundo single top dez nos Estados Unidos.
Um vídeo que acompanha a canção, foi dirigido por Nigel Dick, retrata Spears como garçonete de um clube, que muda de roupa e começa a cantar e dançar com um cara que olha para ela e a leva à loucura. Possui participações especiais dos atores Melissa Joan Hart e Adrian Grenier, o par romântico do filme de 1999 Drive Me Crazy. "(You Drive Me) Crazy" foi performada por Spears em cinco turnês, incluindo …Baby One More Time Tour, Crazy 2k Tour, Dream Within a Dream Tour,  The Onyx Hotel Tour e na residência em Las Vegas, Britney: Piece of Me.

## Antecedentes e composição
Originalmente lançado em seu álbum de estreia, Baby One More Time no terceiro trimestre de 1999, e também foi posteriormente incluído em seu álbum de compilação Greatest Hits: My Prerogative. O "Stop Remix!" foi usado para a versão do single e foi incluída pela primeira vez na trilha sonora original do filme Drive Me Crazy. A trilha sonora foi lançada em 28 de setembro de 1999. A versão do single se difere da versão original presente no álbum …Baby One More Time, que foi gravado um ano antes, em março de 1998 na Suécia. Em 12 de maio de 1999, Max Martin e Britney Spears foram para a Battery Studios e Manhattan, Nova Iorque, e re-gravaram os vocais da canção original para a versão remixada. A canção foi escrita e produzida por Per Magnusson, Jörgen Elofsson, David Kreuger & Max Martin em 1998. É uma canção teen pop e dance-pop sobre quando Britney se apaixona por algúem. Em 2002 foi lançado em duas grandes gravadoras versões covers da faixa. A banda britânica de nu metal SugarComa lançaram a versão cover da faixa como segundo single de seu álbum Becoming Something Else, e Richard Cheese também fez um cover, em versão de Jazz presente em seu álbum, Tuxicity.

## Recepção

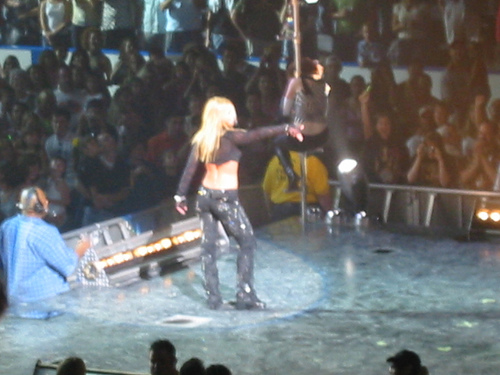
Spears performando "(You Drive Me) Crazy" durante a sua turnê Dream Within a Dream no ano de 2002.

### Opinião da crítica
Kyle Anderson da MTV disse que a segunda canção do álbum "é cativante o suficiente" para continuar ouvindo o restante do álbum. Caryn Ganz da Rolling Stone chamou "(You Drive Me) Crazy" de "mais um hit" de …Baby One More Time, junto com "Sometimes" e "From the Bottom of My Broken Heart". Bill Lamb do About.com listou a canção no top 10 de canções de Britney, dizendo: "O terceiro single do álbum de estreia de Britney é tão cativante quanto o primeiro. Ao fim da primeira vez que você o escuta, ou possivelmente ao fim da segunda, você é obrigado a cantarolar o refrão 'cra-a-a-azy'. Ele pode seguir uma fórmula simples, mas com certeza é divertido".

### Performance comercial
"Crazy" tornou-se o segundo single top dez de Britney no Hot 100 da Billboard nos Estados Unidos, ficando na posição 10 por uma semana, graças ao seu grande número de execuções nas rádios; a faixa atingiu a posição de número seis no Hot 100 Airplay, o terceiro maior single da cantora na parada, atrás apenas de "Hold It Against Me" e "Till the World Ends". No entanto, o single não fez tanto sucesso em termos de vendas, não entrando na parada Hot 100 Singles Sales; isso pode ser atribuído principalmente ao fato de que a canção foi lançada como um 12" single, e na época, vendas deste formato não poderia competir com as vendas regulares de CD singles. Como os dois singles anteriores de Spears, "Crazy" também obteve um sucesso no Top 40 de várias rádios, alcançando o top dez das três paradas: o Top 40 Tracks, Mainstream Top 40 e Rhythmic Top 40. Além da posição #4 na Pop Songs.
A faixa também provou ser outro sucesso internacional, atingindo o top cinco em diversos países da Europa, incluindo França, nas regiões da língua alemã e países da Escandinávia. Nas paradas oficiais do Reino Unido, "Crazy" atingiu a posição de número cinco e vendeu um total de 257.000 cópias, se tornando elegível para uma certificação de disco de Prata pela British Phonographic Industry. No entanto, o single só conseguiu atingir o top vinte no Canadá e na Austrália; Não obstante, a Australian Recording Industry Association certificando o single como disco de Platina por vender 70.000 cópias.

## Videoclipe

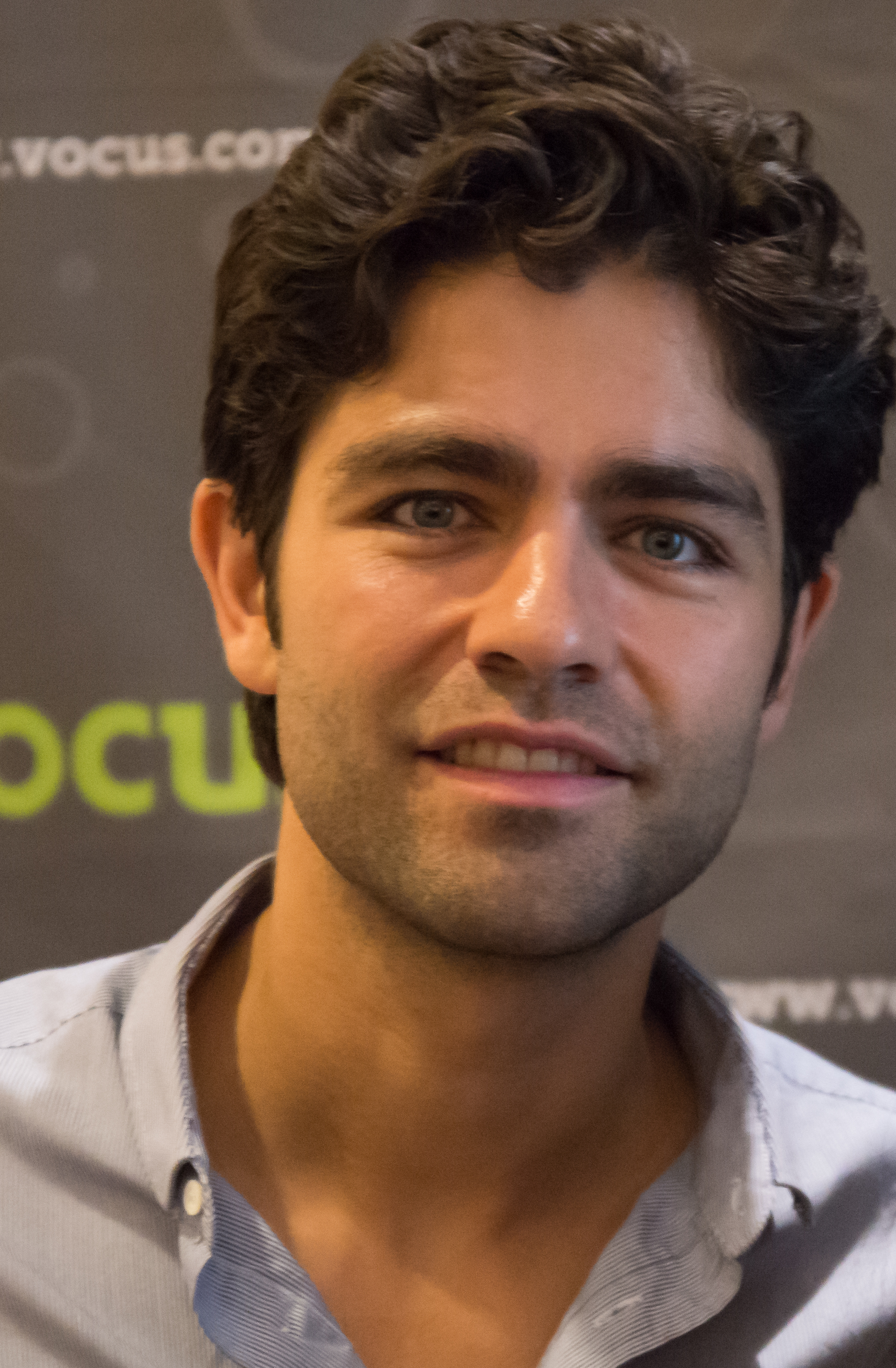
Adrian Grenier at a conference for #Demand

O videoclipe para "(You Drive Me) Crazy" foi dirigido por Nigel Dick e foi filmado em Redondo Beach Power Station em Califórnia entre 14–15 de junho de 1999. Spears revelou que o conceito foi sua ideia própria, e esperava que o vídeo fosse "levá-la para o próximo nível". Os atores Melissa Joan Hart e Adrian Grenier fizeram uma aparição no videoclipe, uma vez que eles estavam promovendo o filme Drive Me Crazy (1999), que contou com a canção como tema. Dick revelou que, a princípio, Grenier não queria estar no vídeo da canção, "A grande questão é que Adrian Grenier não queria estar no vídeo. […] Assim, me deram algumas instruções para pegar ele e certificá-lo de que aparecer no vídeo era a melhor coisa a se fazer. Eu disse, 'Você sabe, Adrian, eu só acho que seria ótimo para sua carreira, e Britney é uma ótima garota e é divertido trabalhar com ela'. Eventualmente, ele aceitou participar do vídeo".
O videoclipe estreou no especial Making the Video da MTV, enquanto estreou no Total Request Live na posição de número quatro em 24 de agosto de 1999. O mesmo começa com Spears como uma das várias garçonetes em um clube. As garçonetes se trocam para começarem a dançar. Spears troca seu uniforme por um top verde brilhante e uma calça preta (usado também para a capa do single), e então começa uma cena de dança extensa. Em seguida, ela sobe em um palco e canta; atrás dela, a palavra "CRAZY" é vista brilhando na cor laranja. "(You Drive Me) Crazy" é o videoclipe de maior tempo na parada por uma artista feminina no TRL, ficando no top dez por setenta e três dias. Um material alternativo do vídeo pode ser encontrado no DVD do primeiro álbum de compilação de Spears Greatest Hits: My Prerogative (2004). Jennifer Vineyard da MTV comentou que, "o áudio alternativo dá a sensação de Spears cantando a canção com autênticidade, onde a batida está em sincronia, mas uma camada de sua voz está apenas um pouco à frente de outros vocais". O personagem garçonete de "(You Drive Me) Crazy", também inspirou Spears à se caracterizar de garçonete no vídeo de "Womanizer" (2008).

## Faixas
| - CD do Reino Unido 1. "(You Drive Me) Crazy" [The Stop Remix!] – 3:16 2. "(You Drive Me) Crazy" [Spacedust Dark Dub] – 9:15 3. "(You Drive Me) Crazy" [Spacedust Club Mix] – 7:20 4. "(You Drive Me) Crazy" [Video] - CD Europeu 1. "(You Drive Me) Crazy" [The Stop Remix!] – 3:16 2. "(You Drive Me) Crazy" [The Stop Remix! Instrumental] – 3:16 3. "I'll Never Stop Loving You" [Main Version] – 3:41 - CD Japonês 1. "(You Drive Me) Crazy" [The Stop Remix!] – 3:17 2. "I'll Never Stop Loving You" [Main Version] – 3:41 3. "…Baby One More Time" [Davidson Ospina Chronicles Dub] – 6:30 4. "Sometimes" [Soul Solution Drum Dub] – 4:56 5. "(You Drive Me) Crazy" [The Stop Remix! Instrumental] – 3:16 6. "Sometimes" [Thunderpuss 2000 Club Mix] – 8:02 | - CD de Hong Kong/Taiwan/Malasia 1. "(You Drive Me) Crazy" [The Stop Remix!] 2. "(You Drive Me) Crazy" [Spacedust Dark Dub] 3. "(You Drive Me) Crazy" [Spacedust Club Mix] 4. "Autumn Goodbye" - CD Coreano 1. "(You Drive Me) Crazy" [The Stop Remix!] – 3:16 2. "(You Drive Me) Crazy" [Spacedust Club Mix] – 7:20 3. "Sometimes" [Soul Solution — Mid Tempo Mix] – 8:02 4. "…Baby One More Time" [Davidson Ospina Club Mix] – 5:40 5. "I'll Never Stop Loving You" [Main Version] – 3:41 6. "I'm So Curious" – 3:35 - The Singles Collection Boxset Single 1. "(You Drive Me) Crazy" [The Stop Remix!] – 3:16 2. "I'll Never Stop Loving You" [Main Version] – 3:41 |

## Créditos
| - Escrito por Jörgen Elofsson, Per Magnusson, David Kreuger e Max Martin. - Produzido e mixado por Max Martin e Rami Yacoub para Cheiron Productions. - Gravado na Cheiron Studios, Estocolmo, Suécia e Battery Studios, Cidade de Nova Iorque. - Engenharia na Battery Studios: Stephen George. - Engenharia assistente na Battery Studios: Daniel Boom. - Mixado na Cheiron Studios, Estocolmo, Suécia. | - Guitarra: Esbjörn Öhrwall and Johan Carlberg. - Baixo: Thomas Lindberg. - Vocais de apoio: Jeanette Söderholm, Max Martin, Rami Yacoub and THE FANCHOIR. - THE FANCHOIR é Chatrin Nyström, Jeanette Stenhammar, Johanna Stenhammar, Charlotte Björkman e Therese Ancker. - Versão original no álbum produzido por Per Magnusson, David Kreuger e Max Martin para Cheiron Studios. - Coreografado por Darrin Henson. |

## Desempenho e certificações
| País/Parada (2000)                        | Melhor posição |
| ----------------------------------------- | -------------- |
| Alemanha (Media Control Charts)           | 4              |
| Austrália (ARIA)                          | 12             |
| Áustria (Ö3 Austria Top 40)               | 10             |
| Bélgica (Ultratop 50 Flandres)            | 3              |
| Bélgica (Ultratop 40 Valónia)             | 1              |
| Canadá (RPM Singles Chart)                | 3              |
| Estados Unidos (Billboard Hot 100)        | 10             |
| Europa Hot 100 Singles                    | 2              |
| Finlândia (Mitä hittiä)                   | 3              |
| França (SNEP)                             | 2              |
| Holanda (Dutch Top 40)                    | 2              |
| Irlanda (IRMA)                            | 3              |
| Itália (FIMI)                             | 9              |
| Noruega (VG-lista)                        | 2              |
| Nova Zelândia (RIANZ)                     | 5              |
| Reino Unido (The Official Charts Company) | 5              |
| Suécia (Sverigetopplistan)                | 2              |
| Suíça (Schweizer Hitparade)               | 4              |

| País (1999)    | Posição |
| -------------- | ------- |
| Canadá         | 44      |
| França         | 46      |
| Estados Unidos | 27      |
| País (2000)    | Posição |
| Alemanha       | 37      |
| Austrália      | 41      |
| França         | 63      |
| Nova Zelândia  | 35      |
| Suécia         | 20      |
| Suíça          | 36      |

| País          | Certificações |
| ------------- | ------------- |
| Alemanha      | Ouro          |
| Austrália     | Platina       |
| França        | Ouro          |
| Nova Zelândia | Ouro          |
| Reino Unido   | Prata         |
| Suécia        | Platina       |

## Prêmios
| Ano  | Cerimônia                      | Prêmio                | Resultado |
| ---- | ------------------------------ | --------------------- | --------- |
| 1999 | Golden Music Awards            | Melhor Gravação Dance | Vencedor  |
| 2000 | MTV Video Music Awards         | Melhor Coreografia    | Indicado  |
| 2000 | Nickelodeon Kids Choice Awards | Canção Favorita       | Indicado  |